# Francisco Villarroya
Pour les articles homonymes, voir Villarroya (homonymie).
Francisco Javier Pérez Villarroya (né le 6 août 1966 à Saragosse) est un footballeur espagnol qui occupait le poste de défenseur.

## Carrière de joueur

### En club
Francisco Villarroya a évolué au début de sa carrière dans le club de sa ville natale, le Real Saragosse, durant six saisons avant d'intégrer le Real Madrid CF. Il y reste quatre saisons avant de rejoindre le Deportivo La Corogne. Après deux saisons au Real Sporting de Gijón, il termine sa carrière au CD Badajoz en deuxième division espagnole. Durant sa carrière, il remporte trois Coupes du Roi ainsi qu'une Supercoupe d'Espagne.

### En sélection
Sa première sélection en équipe nationale a eu lieu le 20 septembre 1989 contre la Pologne. Il a joué 14 fois pour La Roja. Il a fait partie de la sélection pour la Coupe du monde 1990.

## Palmarès
- Real Saragosse :
  - Coupe du Roi : 1985–1986
- Real Madrid CF :
  - Coupe du Roi : 1992–1993
- Deportivo La Corogne :
  - Coupe du Roi : 1994–1995
  - Supercoupe d'Espagne : 1995